# سرخ‌دم خوشناموند
سرخ‌دم لری (خوشنام وند)، روستایی بزرگ از توابع بخش مرکزی شهرستان کوهدشت در استان لرستان ایران با زبان لری است. این روستا یکی از بزرگترین روستاهای شهرستان کوهدشت است.
این روستا از قدیم‌الایام خاستگاه اقوام مختلف بوده، و دوره‌های تاریخی فراوانی را به خود دیده‌است. موقعیت استراتژیک یکی از امتیازاتی است که اهمیت آن را دو چندان کرده، از جمله این عوامل:
۱-قرار گرفتن در دامنه کوهی واقع در مسیر کوهدشت خرم‌آباد به اسم چکله که در بالا دست و با افزایش ارتفاع به شیش تغیر اسم می‌دهد
که همین قابلیت باعث افزایش ضریب امنیت ساکنان این منطقه بوده و هست.
۲_داشتن چشمه‌های فراوان (که البته امروزه تعداد زیادی از آن‌ها خشک شده)
۳_داشتن هوایی نسبتاً گرم نسبت به سایر مناطق شهرستان کوهدشت، که همین امر خود در روزگاران قدیم که سرما و یخبندانهای شدیدی داشته امتیازی بزرگ محسوب می‌شود.
۴_داشتن اشراف کامل بر دشت بزرگ کوهدشت به شکلی که اگر در یکی از خانه‌های بالایی روستا ساکن باشید به راحتی می‌توانید تمام دشت کوهدشت را زیر نظر داشته باشید.
معبدی باستانی که توسط اریک فردریک اشمیت باستانشناس آمریکایی آلمانی‌تبار و اکبر جیرانی(جیران) در سال ۱۹۳۸ در این روستا کاوش و مورد بررسی قرار گرفت، مربوط به هفتصد تا هشتصد سال قبل از میلاد مسیح می‌باشد؛ و با توجه به مهره‌های بسیار زیادی که در کاوش‌ها بدست آمد و با توجه به کتیبه‌های بدست آمده مشخص شد که در این مکان معبودی به اسم «نن لیل» وجود داشته.
همچنین آثار مفرغی، ظروف سفالی و مهرهای ذی‌قیمت بسیار توسط دکتر اشمیت در این مکان کشف گردید و اکنون زینت بخش موزه‌های بزرگ جهان است. بمباران ارتش محاصره شده رضاخان در دامنه این کوه برای رهایی از دست نیروهای نظرعلی خان غضنفری که در آن زمان ادعای حاکمیت غرب کشور را داشت اتفاق افتاده‌است.
این روستا دارای امکانات آب، برق، گاز، تلفن و همچنین مدارس ابتدایی، راهنمایی، دبیرستان، درمانگاه، پاسگاه نیروی انتظامی،
مسجد، جهاد کشاورزی وپست بانک همراه با خودپرداز می‌باشد.

## جمعیت
این روستا در دهستان کوه دشت جنوبی قرار دارد و براساس سرشماری مرکز آمار ایران در سال ۱۳۸۵، جمعیت آن ۲٬۱۴۸ نفر (۴۵۲خانوار) بوده‌است.